# Steatit
Steatit je metamorfna stijena. Sastoji se od talka i magnezijevih silikata.

## Fizikalne karakteristike
Steatit je relativno mekana stijena. Mekoću mu daje talk. U mekši stealit moguće je urezivati noktom. Inertan je na kemikalije pa u dodiru s njima ne mijenja boju ni teksturu. Pod prstima djeluje pomalo masno. Izložen na otvorenom s godinama postaje tvrđi. Razlog tomu je oksidacija i gubitak vlage.
Korišten je stoljećima za klesanje. Skulpture hrama Hoysala u Beluru, Indija
izrađene su od steatita.